# Baroniet Zeuthen
Baroniet Zeuthen var et dansk baroni oprettet 23. juni 1843 for Christian Frederik Zeuthen af hovedgårdene Tølløsegård, Søgård, Sonnerupgaard og Sophienholm. Baroniet blev opløst ved lensafløsningen i 1921.
1. ↑  Hof- og Statskalender for Kongeriget Danmark